# Prețul puterii
Prețul puterii (titlul original: în italiană Il prezzo del potere) este un film western spaghetti italian, realizat în 1969 de regizorul Tonino Valerii. Filmul îl are pe Giuliano Gemma în rolul eroului Bill Willer, care vrea să se răzbune pe ucigașii tatălui său, încercând să împiedice un complot de asasinat împotriva președintelui James Garfield.
Alți protagoniști ai filmului sunt actorii Warren Vanders, María Cuadra, Fernando Rey.

## Conținut
Președintele american James A. Garfield intenționează să viziteze un oraș din sud, la scurt timp după Războiul Civil. Oamenii influenți de acolo, planifică deja un asasinat. Bill Willer reușește să împiedice aruncarea în aer a unui pod, peste care trebuie să treacă trenul președintelui. În oraș, ulterior președintele este totuși împușcat, în timpul unei plimbări cu trăsura. Un afro-american este acuzat că este autorul atacului. Cu toate acestea, Bill Willer reușește să aducă probe în fața instanței, probe care îi acuză pe adevărații conspiratori.

## Distribuție
- Giuliano Gemma – Bill Willer
- Warren Vanders – Arthur McDonald
- María Cuadra – Lucretia Garfield
- Ray Saunders – Jack Donavan
- Fernando Rey – Pinkerton
- Antonio Casas – dl. Willer
- Benito Stefanelli – șeriful Jefferson
- Van Johnson – președintele James Garfield
- José Suárez – vicepreședintele Chester A. Arthur
- María Luisa Sala – soția guvernatorului
- Massimo Carocci – Anthony Ward
- Ángel del Pozo – avocatul
- Franco Meroni –
- Francisco Sanz – Pat
- Ángel Álvarez – Cotten
- Norma Jordan – Annie Goddard
- Julio Peña – guvernatorul Texasului
- Luis Rico –
- Manuel Zarzo – Nick
- José Calvo – doctorul Strips (nemenționat)
- Lorenzo Robledo – Brett (nemenționat)
- Frank Braña – Mortimer (nemenționat)
- Joaquín Parra – Slim (nemenționat)